# Kandestederne
Kandestederne  er en bebyggelse, nu mest  et sommerhusområde og badested ved vestkysten af Skagen Odde, ca. 15 km sydvest for  Skagen. Bebyggelsen  blev grundlagt i 1777, hvor den første gård blev opført. Kandestederne er første gang nævnt som en selvstændig bebyggelse i "Optegnelser paa Folketallet i 1834". Kandestederne var oprindelig en samling af 5 gårde med ca. 30 beboere, som lå tæt på Vesterhavet, lidt  syd for Hulsig Hede, og lige nord for Råbjerg Mile. Bønderne levede af landbrug og fiskeri, men da jorden er meget sandet, var det vanskeligt at dyrke jorden. Beboerne kom fra gårde længere mod øst, og de var blevet tvunget til at flytte pga. den kraftige sandflugt, som truede med at dække deres gårde. Gårdene blev revet ned og opført igen længere mod vest i Kandestederne.
I begyndelsen af 1900-tallet kom de første feriegæster til Kandestederne, og to af gårdene blev indrettet til hoteller, som blev besøgt flittigt af det bedre borgerskab fra København. I dag består Kandestederne af Hjorths Badehotel og Kokholms Hotel samt ca. 150 sommerhuse. 

## Weblinks
- Hjorths Badehotel

57°39′39″N 10°23′23″Ø / 57.66083°N 10.38972°Ø